# 維希利夫卡
49°15′16″N 26°58′13″E / 49.25444°N 26.97028°E
維希利夫卡（烏克蘭語：Вихилівка）是位於烏克蘭西部的村莊，由赫梅利尼茨基州裡赫梅利尼茨基區的亞爾莫林齊市鎮負責管轄。該村處於沃夫喬克河畔，面積0.96平方公里，海拔高度307米，2001年人口271。